# Holmsjön (Linde socken, Västmanland)
Holmsjön är en sjö i Lindesbergs kommun i Västmanland och ingår i Norrströms huvudavrinningsområde. Sjöns area är 0,03 kvadratkilometer och den är belägen 174,7 meter över havet.